# Férfi 100 méteres síkfutás az 1896. évi nyári olimpiai játékokon
A férfi 100 m síkfutás volt az újkori olimpiák történetének legelső versenye, melynek középdöntőit április 6-án tartották. 21 versenyző nevezett be, akiket 3 csoportra osztottak, azonban hatan még az indulás előtt visszaléptek. A 3 középdöntő első és második helyezettje jutott be az április 10-i döntőbe.

## Rekordok
A Nemzetközi Atlétikai Szövetség 1912 óta tartja nyilván a hivatalos világrekordot, és mivel ez volt az első olimpia, ezért olimpiai rekord sem létezett ez előtt. Ezáltal az ezen a versenyen az első középdöntőben nyerő versenyző eredménye számít ebben a versenyszámban az első hivatalos olimpiai rekordnak.
Az alábbi táblázat tartalmazza a verseny során elért olimpiai rekordokat:
| Dátum      | Esemény             | Versenyző           | Eredmény | OR  |
| ---------- | ------------------- | ------------------- | -------- | --- |
| április 6. | Első középdöntő     | Francis Lane (USA)  | 12,2 s   | OR  |
| április 6. | Második középdöntő  | Thomas Curtis (USA) | 12,2 s   | =OR |
| április 6. | Harmadik középdöntő | Thomas Burke (USA)  | 11,8 s   | OR  |

## Eredmények

### Középdöntők
A középdöntőket április 6-án rendezték. Az első középdöntő volt az újkori olimpiák legelső versenye.
A táblázatokban a rendező ország ill. a magyar csapat versenyzői eltérő háttérszínnel, a továbbjutók neve pedig vastag betűvel kiemelve

#### Első középdöntő
| Helyezés | Versenyző             | Eredmény   |
| -------- | --------------------- | ---------- |
| 1.       | Francis Lane (USA)    | 12,2 s     |
| 2.       | Szokolyi Alajos (HUN) | 12,6 s     |
| 3.       | Charles Gmelin (GBR)  | nincs adat |
| 4.       | Alphonse Grisel (FRA) | nincs adat |
| 5.       | Kurt Dörry (GER)      | nincs adat |

Az amerikai egyesült államokbeli Francis Lane nyerte meg ezt a középdöntőt 12,2 másodperces eredménnyel, ezzel ő lett az első, aki az újkori olimpiákon versenyt nyert. A második helyen a magyar Szokolyi Alajos jutott tovább 12,6 másodperces eredménnyel.

#### Második középdöntő
| Helyezés | Versenyző                       | Eredmény   |
| -------- | ------------------------------- | ---------- |
| 1.       | Thomas Curtis (USA)             | 12,2 s     |
| 2.       | Alexandros Khalkokondilis (GRE) | 12,8 s     |
| 3.       | Launceston Elliot (GBR)         | nincs adat |
| 4.       | Eugen Schmidt (DEN)             | nincs adat |
| 5.       | George Marshall (GBR)           | nincs adat |

Egy másik amerikai, Thomas Curtis nyerte meg a második középdöntőt ugyancsak 12,2 másodperces eredménnyel. A második helyen egy görög atléta ért célba, név szerint Alexandros Khalkokondilis, aki a 12,8 másodperces eredményével kvalifikálta magát a döntőbe.

#### Harmadik középdöntő
| Helyezés | Versenyző                 | Eredmény   |
| -------- | ------------------------- | ---------- |
| 1.       | Thomas Burke (USA)        | 11,8 s     |
| 2.       | Fritz Hofmann (GER)       | 12,6 s     |
| 3.       | Friedrich Traun (GER)     | nincs adat |
| 4-5.     | Georgios Gennimatas (GRE) | nincs adat |
| 4-5.     | Henrik Sjöberg (SWE)      | nincs adat |

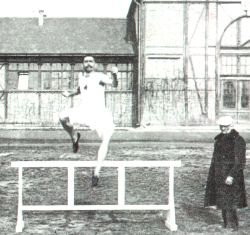
Szokolyi Alajos

Thomas Burke 11,8 másodperccel nyerte ezt a középdöntőt, ezzel az amerikaiak elsöprő sikert értek el. A német Fritz Hofmann ért be másodikként 12,6 másodperces eredménnyel. Burke és Hofmann is inkább középtávfutóként voltak ismertek, mintsem sprinterként.
A svéd Henrik Sjöberg és a görög Georgios Gennimatas lett a negyedik ill. az ötödik helyezett ebben a futamban, azonban a kettejük sorrendje ismeretlen.

### Döntő
A férfi 100 m síkfutás döntőjét április 10-én rendezték a középdöntőkből továbbjutó öt résztvevővel, mivel az amerikai Thomas Curtis visszamondta az indulást. Burke 12,0 másodperces eredményével megnyerte a futamot. Középdöntőbeli társa a német Fritz Hofmann lett a második, valamint az első középdöntőből kvalifikáló magyar Szokolyi Alajos és amerikai Francis Lane osztozott a harmadik helyen.
| Helyezés | Versenyző                       | Eredmény   |
| -------- | ------------------------------- | ---------- |
| Arany    | Thomas Burke (USA)              | 12,0 s     |
| Ezüst    | Fritz Hofmann (GER)             | 12,2 s     |
| Bronz    | Szokolyi Alajos (HUN)           | 12,6 s     |
| Bronz    | Francis Lane (USA)              | 12,6 s     |
| 5.       | Alexandros Khalkokondilis (GRE) | 12,6 s     |
| –        | Thomas Curtis (USA)             | nem indult |